# Estàtua del rei Alfons II d'Astúries
L'escultura urbana coneguda pel nom Alfonso II, ubicada al carrer Águila, a la ciutat d'Oviedo, Principat d'Astúries, Espanya, és una de les més d'un centenar que adornen els carrers de l'esmentada ciutat espanyola.
El paisatge urbà d'aquesta ciutat, es veu adornat per obres escultòriques, generalment monuments commemoratius dedicats a personatges d'especial rellevància en un primer moment, i més purament artístiques des de finals del segle xx.
L'escultura, feta de pedra, és obra de Víctor Hevia, i està datada el 1942.
L'escultura presenta cisellada sobre la pedra la següent inscripció: "ALFONSO II/REY/DE/ASTURIAS/791 - 842"